# Тарасюк Валерій Володимирович
Валерій Володимирович Тарасюк (нар. 31 серпня 1976, Казанка, Миколаївська обл., УРСР) — голова Національної комісії, що здійснює державне регулювання у сферах енергетики та комунальних послуг (НКРЕКП).

## Життєпис
У 1998 році закінчив із відзнакою відділення міжнародного права Інституту міжнародних відносин КНУ ім. Шевченка.
Березень 2006 — травень 2014 — директор юридичного департаменту, Віце-президент ТОВ «ВС Енерджи Інтернешнл Україна».
Липень 2016 — жовтень 2019 року — заступник директора ТОВ «Форбс енд Манхеттен Україна», згодом — віце-президент, президент ТОВ «ЕФ енд ЕМ Україна».

## Державна служба
З травня по серпень 2014 року працював директором Департаменту судової роботи Міністерства юстиції України.
27 серпня 2014 призначений на посаду члена Національної комісії, що здійснює державне регулювання у сферах енергетики та комунальних послуг. Звільнений з посади за власним бажанням 21 березня 2016 року.
29 жовтня 2019 року призначений на посаду члена Національної комісії, що здійснює державне регулювання у сферах енергетики та комунальних послуг (НКРЕКП) указом Президента строком не більше, ніж на 3 місяці. Однак, згідно із змінами до законодавства термін повноважень був збільшений до двох років.
Голова Національної комісії, що здійснює державне регулювання у сферах енергетики та комунальних послуг у період з 2019 до 2022 роки, та з березня 2024-го.
Державний службовець II рангу.

## Боротьба проти лобістів
2020 року Тарасюк звернувся до Енергетичного співтовариства з заявою про тиск з боку депутатів з партії Батьківщина, Олексія Кучеренка, Валентина Наливайченка і Михайла Волинця. Тиск пов'язували з лобіюванням інтересів енергетичного холдингу ДТЕК, протидією встановленню прозорих правил на ринку та боротьбою з преференціями для окремих компаній.
За словами Тарасюка, політики хотіли дискредитувати склад Нацкомісії і домогтися звільнення всіх членів правління.

## Звинувачення в корупції
У жовтні 2020 року НАЗК почало розслідування можливого конфлікту інтересів голови НКРЕКП Тарасюка. У листопаді частина народних депутатів від фракції Батьківщина звинуватили Тарасюка в корупції на підставі наявності в компанії ТОВ «ЕФ енд ЕМ Україна» (належить його брату) ліцензії на постачання електроенергії. НКРЕКП поскаржилося на тиск із боку депутатів.
17 травня 2021 року поліція відкрила кримінальну справу через виплату премій членам НКРЕКП, включаючи Тарасюка, премій за IV квартал 2020 та I квартал 2021 року в розмірі 50 % посадового окладу.

## Політика
Під час виборів до Верховної Ради IX скликання в 2019 році став основним спонсором виборчої кампанії екснардепа й журналіста Сергія Лещенка, переказавши на рахунки його виборчого фонду 414 тис. грн, за даними Національного агентства із питань запобігання і протидії корупції.

## Бізнес
Згідно з декларацією Тарасюка за 2020 рік, він володіє 10 % ТОВ «Метал Інвест», яка займається виробництвом металоконструкцій у Черкасах на території заводу «Черкаське хімволокно». Доля 10 % в ТОВ «Метал Інвест», згідно з декларацією, передана в управління ТОВ «ЕФ енд ЕМ Україна», яку очолює його рідний брат Артем Тарасюк.
100 % ТОВ «ЕФ енд ЕМ Україна» належить кіпрській компанії Deelack Investmets Limited. У декларації за 2018 рік Валерій Тарасюк декларував долю в Deelack Investmets Limited також у розмірі 10 %.
Deelack Investmets Limited володіє в Україні 9,16 % акцій ПАТ «Трест Київелектромонтаж», яке спеціалізується на послугах зовнішнього освітлення в Києві.

## Судові справи
16 березня 2021 року Окружний адміністративний суд зобов'язав КМУ привести призначення чотирьох членів Національної комісії указом Президента від 29 жовтня 2019 року у відповідність з новим законодавством, згідно з яким термін повноважень був продовжений з трьох місяців до двох років.
18 травня 2021 року Конституційний Суд України розпочав слухання за зверненням 50 народних депутатів щодо неконституційності діючого складу НКРЕКП, у тому числі Валерія Тарасюка.

## Особисте життя
Одружений, дружина — Вікторія Крижановська. Виховує сина Володимира.